# جک مولانی
جک مولانی (انگلیسی: Jack Mullaney؛ ‏ ۱۸ سپتامبر ۱۹۲۹ – ۲۷ ژوئن ۱۹۸۲) بازیگر سینما و تلویزیون اهل ایالات متحده آمریکا بود. وی بین سال‌های ۱۹۵۴ تا ۱۹۸۰ میلادی فعالیت می‌کرد.
از فیلم‌ها یا برنامه‌های تلویزیونی که وی در آن نقش داشته‌است، می‌توان به آلفرد هیچکاک تقدیم می‌کند، دیگر وقتش رسیده‌است، بیگانه جوان، آرام جنوبی، دستگاه ماه عسل، هفت روز در ماه مه، قلقلکم بده، خانم مارکر کوچک و بزرگ‌مرد کوچک اشاره کرد.